# Hygrophorus hyacinthus
Hygrophorus hyacinthus är en svampart som först beskrevs av August Johann Georg Karl Batsch, och fick sitt nu gällande namn av Pier Andrea Saccardo 1887. Hygrophorus hyacinthus ingår i släktet Hygrophorus och familjen Hygrophoraceae.   Inga underarter finns listade i Catalogue of Life.